# Chiesa di Santa Maria Maddalena alle Cappuccinelle
Il complesso di Santa Maria Maddalena alle Cappuccinelle è un complesso monastico di Napoli ubicato in salita Pontecorvo.

## Storia
La fondazione del complesso è incerta. Il Labrot, parlando della struttura alla fine del XVI secolo, sosteneva che il palazzo Turvoli ospitasse le religiose dal 1580; Ruotolo scriveva che il convento con annesso conservatorio fosse sorto nel 1605 su opera della Congregazione del monte dei poveri vergognosi; Gaetana Cantone sosteneva che la struttura fosse nata nel 1632; il Sigismondo ed il Chiarini affermarono che il convento nacque agli inizi del XVIII secolo.
L'attuale configurazione del complesso risalirebbe ad interventi settecenteschi che inglobarono le preesistenti strutture bastionate della murazione vicereale e di palazzo Turvoli, ma ulteriori modifiche furono effettuate nei secoli successivi; agli inizi del XX secolo fu adattato ad edificio scolastico (attualmente succursale dell'istituto Antonio Serra) e negli anni sessanta fu completamente stravolto il prospetto principale, salvando solamente il portale dei primi anni del Seicento del palazzo Turvoli. La chiesa è utilizzata come palestra dell'istituto.